# Pseudomyrmex triplarinus
Pseudomyrmex triplarinus is een mierensoort uit de onderfamilie van de Pseudomyrmecinae. De wetenschappelijke naam van de soort is voor het eerst geldig gepubliceerd in 1850 door Weddell.
De soort bewoont vaak de holle bomen van de mierenhoutboom